# Мешак Елія
Мешак Елія (фр. Mechak Elia, нар. 6 серпня 1997, Кіншаса) — конголезький футболіст, нападник швейцарського клубу «Янг Бойз» і національної збірної ДР Конго.

## Клубна кар'єра
У дорослому футболі дебютував 2014 року виступами за команду «Дон Боско» (Лубумбаші), в якій провів два сезони. 
Своєю грою за цю команду привернув увагу представників тренерського штабу провідного клубу країни «ТП Мазембе», до складу якого приєднався 2016 року і де провів наступні три з половиною сезони.
У лютому 2020 року перейшов до швейцарського «Янг Бойз», у складі якого до кінця переможного для його команди сезону 2019/20 провів 12 ігор, забивши два голи.

## Виступи за збірну
2016 року дебютував в офіційних матчах у складі національної збірної Демократичної Республіки Конго.
У складі збірної був учасником Кубка африканських націй 2019 року в Єгипті, де взяв участь у всіх чотирьох іграх своєї команди, яка вибула з поротьби на етапі 1/8 фіналу.

## Титули і досягнення
- Чемпіон Швейцарії (3):

«Янг Бойз»: 2019-20, 2020-21, 2022-23
- Володар Кубка Швейцарії (2):

«Янг Бойз»: 2019-20, 2022-23
Збірні
- Переможець Чемпіонату африканських націй: 2016